# پرچم لانکاشر
پرچم لانکاشر در ۳ فوریه ۲۰۰۸ پذیرفته شد.